# ピエール・コシュロー

ピエール・ウジェーヌ・シャルル・コシュロー（Pierre Eugène Charles Cochereau, 1924年7月9日 - 1984年3月5日）は、フランスのオルガニスト、即興演奏家、作曲家、教育家。

## 経歴
パリ近郊サン＝マンデに生まれる。数か月間ヴァイオリンの訓練を受けた後、1929年にマリユス＝フランソワ・ガイヤールにピアノを師事。1933年にはマルグリット・ロンに入門し、3年後にはさらにポール・パヌセに入門。1938年、マルセル・デュプレの弟子であるマリ＝ルイーズ・ジローからオルガンの手ほどきを受ける。アンドレ・フルーリとポール・ドラフォスのもとでオルガン演奏の研鑽を積み、1942年にはドラフォスの後任としてパリのサン＝ロック教会のオルガニストに就任した。
一度は法学部に入ったものの、1年後には法律学を捨て音楽家として立つことを決意し、1943年にパリ国立高等音楽院へ入学。1949年には、和声（モーリス・デュリュフレのクラス）、音楽史、フーガと対位法（ノエル・ガロンのクラス）、作曲（トニー・オーバンのクラス）、オルガン（デュプレのクラス）において一等賞を獲得して卒業。
1948年9月、最初の演奏旅行をハンガリーでおこなう。1年後にピアニストで作曲家のニコール・ラクロワと結婚し、のち2児を儲ける。長男のジャン＝マルクは指揮者で現在はオルレアン音楽院の院長を務め、次男のマリ＝ピエールはハープ奏者となった。
1949年、26歳にしてル・マン音楽院の院長に任命され、1956年までこの地位にとどまる。1955年、レオンス・ド・サン＝マルタン（1886年 – 1954年）の後任としてパリのノートルダム聖堂のオルガニストに就任。
1956年、デュプレの『受難の交響曲』（作品番号23）の録音でフランス・ディスク大賞を受ける。同年、初めての米国ツアーをおこなう。以後25回にわたるアメリカ演奏旅行の始まりだった。
1961年、ニース音楽院の院長に就任。1980年にリヨン国立高等音楽院の院長となるまでこの地位にとどまる。晩年には、ヘルベルト・フォン・カラヤンとの共演でサン＝サーンスの交響曲第3番『オルガン付き』の録音を残した。
1984年3月5日夜、リヨンにて心臓発作のため死去。享年59。なきがらはパリのベルヴィル墓地に葬られた。